# Едвін Гедберг
Едвін Гедберг (швед. Edwin Hedberg; 29 січня 1994, м. Медельїн, Колумбія) — шведський хокеїст, лівий/правий нападник. Виступає за «Медвещак» (Загреб) у Континентальній хокейній лізі.

## Кар'єра
За походженням колумбієць. Вихованець хокейної школи ХК «Естерсундс». Виступав за МОДО (Ерншельдсвік), ХК «Тімро».
В чемпіонатах Швеції —57 матчів (5+5), у плей-оф — 2 матчі (0+0).